# Bactrocera kaghanae
Bactrocera kaghanae
 es una especie de díptero que Mahmood describió por primera vez en 2005. Bactrocera kaghanae pertenece al género Bactrocera de la familia Tephritidae. Esta especie como plaga agrícola ha sido atacada por los agricultores en Pakistán.